# ハリー・ファンバルネベルト
ハリー・ファンバルネベルト（Harry Van Barneveld 1967年2月18日- ）は、ベルギーの柔道選手。オランダのアムステルダム出身。階級は100kg超級。身長195cm。体重125kg。  

## 人物
1992年7月のバルセロナオリンピックでは準々決勝で小川直也に内股で一本負けして5位だったが、11月の嘉納杯では決勝で小川から裏投で技ありを取って優勝した。1996年アトランタオリンピックでは銅メダルを獲得した。1997年の世界選手権無差別では、準々決勝で真喜志慶治に警告で敗れるが3位となった。1999年の世界選手権無差別では、準決勝で篠原信一に払釣込足で敗れて3位だった。翌年の2000年シドニーオリンピックでは準々決勝でフランスのダビド・ドゥイエに反則負けを喫してメダルを獲得できなかった。

## 主な戦績
(階級表記のない大会は全て95kg超級及び100kg超級での成績)
- 1989年 - ベルギー国際　優勝
- 1989年 - ヨーロッパ選手権　無差別　3位
- 1990年 - ヨーロッパ選手権　95kg超級　2位 無差別　2位
- 1991年 - オーストリア国際　優勝
- 1991年 - 世界選手権　95kg超級　7位 無差別　5位
- 1992年 - フランス国際　3位
- 1992年 - ヨーロッパ選手権　無差別　3位
- 1992年 - バルセロナオリンピック　5位
- 1992年 - 嘉納杯　優勝
- 1993年 - フランス国際　2位
- 1993年 - ヨーロッパ選手権　無差別　2位
- 1994年 - チェコ国際　3位
- 1994年 - ポーランド国際　優勝
- 1994年 - ヨーロッパ選手権　無差別　2位
- 1994年 - グッドウィルゲームズ　3位
- 1994年 - 嘉納杯　95kg超級　3位 無差別　3位
- 1995年 - フランス国際　3位
- 1995年 - ドイツ国際　2位
- 1995年 - ヨーロッパ選手権　無差別　3位
- 1995年 - 世界選手権　無差別　5位
- 1996年 - オーストリア国際　優勝
- 1996年 - ドイツ国際　2位
- 1996年 - ヨーロッパ選手権　無差別　3位
- 1996年 - アトランタオリンピック　3位
- 1997年 - ドイツ国際　2位
- 1997年 - ヨーロッパ選手権　95kg超級　3位　無差別　優勝
- 1997年 - 世界選手権　無差別　3位
- 1998年 - ハンガリー国際　3位
- 1998年 - チェコ国際　優勝
- 1999年 - フランス国際　2位
- 1999年 - 世界選手権　無差別　3位
- 2000年 - チェコ国際　優勝